# Hallskär
För andra betydelser, se Hallskär (olika betydelser).
Hallskär är namnet på såväl en ö som en ögrupp i Värmdö kommun en sjömil nordost om Långviksskär i Stockholms skärgård. Sedan medeltiden var Hallskär ett av skärgårdens största kronohamnsfiske. Kronfisket upphörde 1861 då långviksskärsborna köpte Hallskär av staten. Öarna är obebodda, men naturhamnen finns kvar och är välbesökt.
Låg-Hallskär och Utterkobben är kända för sina stora och flata klipphällar som slipats av vågor och inlandsis. Huvudön har betydligt brantare klippor än övriga holmar och erbjuder det största vindskyddet. Växtligheten är sparsam och består mestadels av mossor, ljung, buskage och en del mindre träd. Det är svårt att hitta några spår av äldre fiskeriverksamhet, men på huvudön finns bebyggelselämningar, bestående av två till tre meter långa murrester.
Skärgårdsstiftelsen ägde 8/9 av Hallskär och Långviksskär fram till sommaren 2021 då Naturvårdsverket övertog området som ett steg i processen att bilda en nationalpark i Nämdöskärgården.

## Bilder

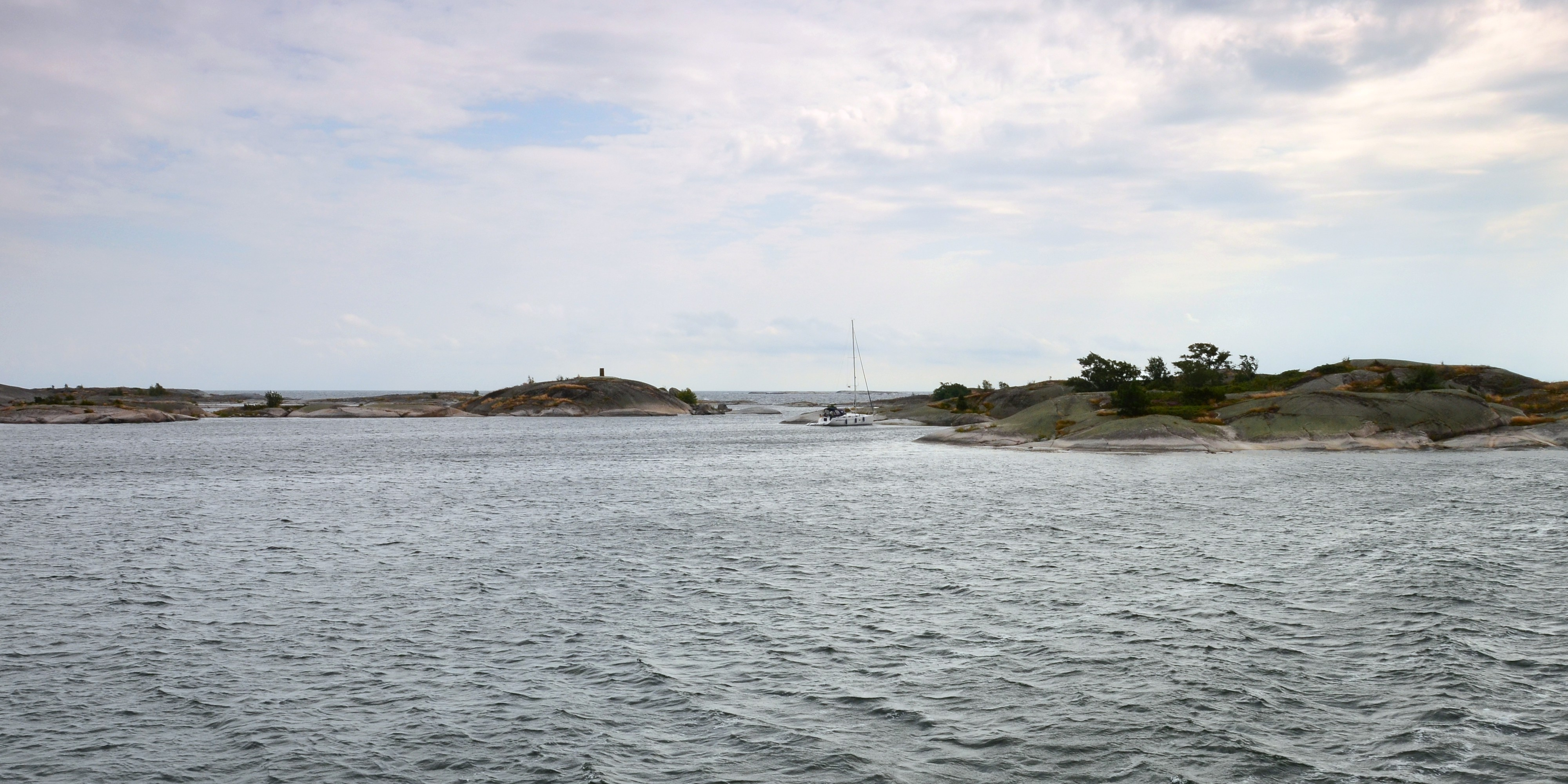
De mindre holmarna Trollkobben (till höger) och Låg-Hallskär (till vänster) skyddar naturhamnen vid Hallskär från ostliga och sydliga vindar.
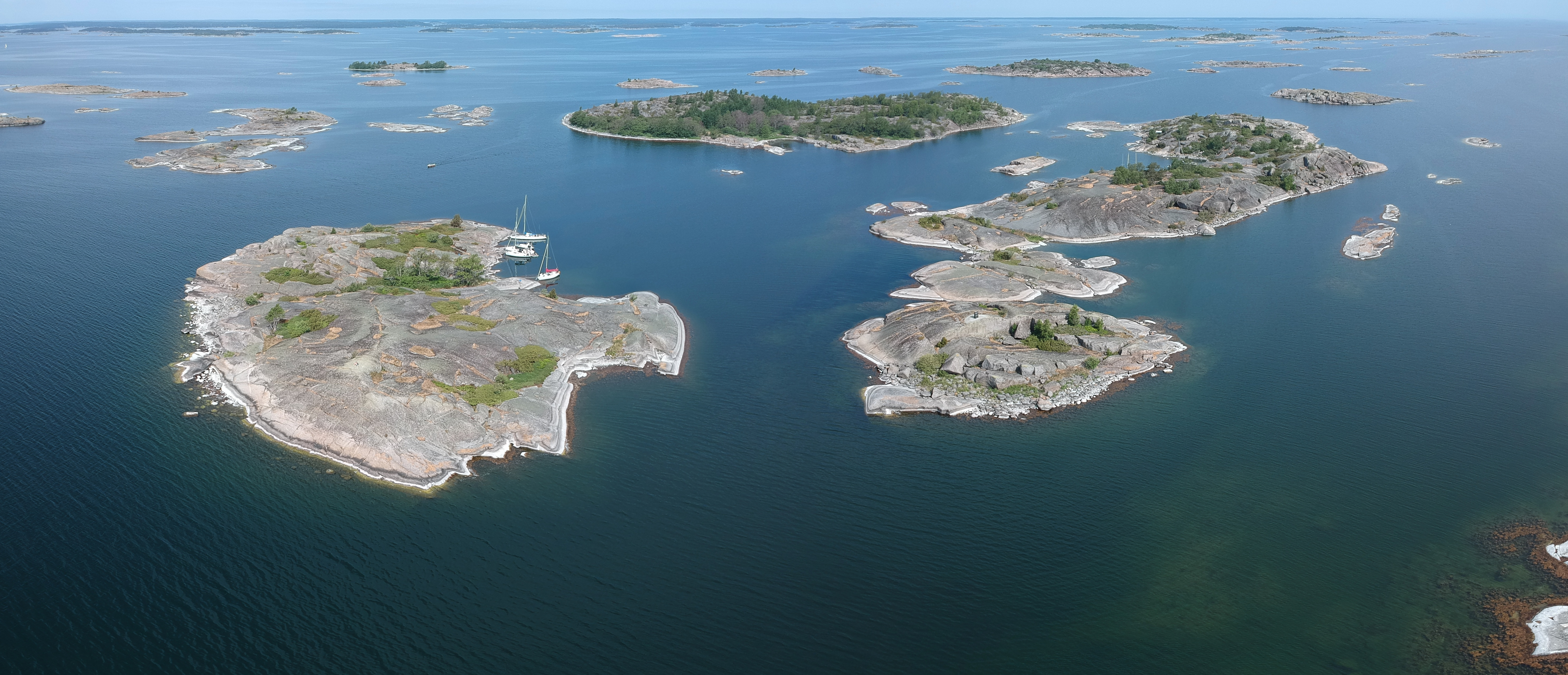
Flygfoto av Hallskär Trollkobben till vänster.
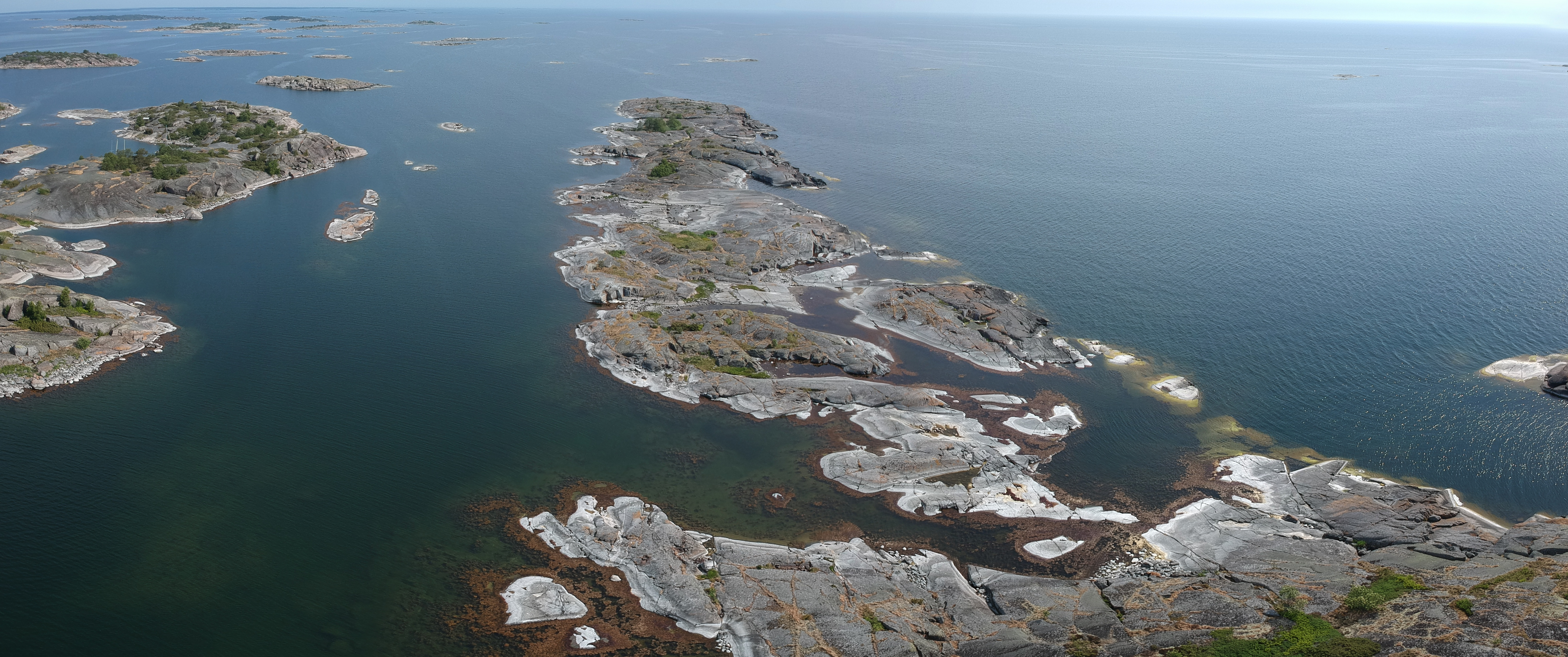
Utterkobben.

## Fotnoter
1. ↑  3:1, Riksantikvarieämbetet.
2. ↑  Naturvårdsverket (2021-06-17). ”Markbyte inför bildandet av nationalpark i Nämdöskärgården”. Pressmeddelande.